# 久我志通
久我 志通（こが ふみみち）は、江戸時代後期の廷臣。官位は正四位下・侍従。
文化7年（1810年）、内大臣・久我通明の子として誕生。文政元年（1818年）、9歳で夭折した。志通の死後、久我家の名跡は一条家からの養子建通が継いだ。